# Stephanie Guse
Stephanie Guse (* 21. Januar 1971 in Bielefeld) ist eine deutsche Künstlerin und Designerin.

## Leben und Werk
Guse studierte Freie Kunst und Grafikdesign von 1992 bis 2001 an der Hochschule für Bildende Künste Braunschweig und an der Städelschule Frankfurt am Main bei Johannes Brus, Georg Herold und Heimo Zobernig. Seitdem stellt sie ihre Werke international aus.
Von 2001 bis 2014 war sie Vorstandsmitglied im Neuen Kunstverein Aschaffenburg und kuratierte Kunstausstellungen.
Seit 2008 ist sie (Gründungs-)Mitglied der Künstlergruppe „Bettine“, die ein kollaboratives Zeichenprinzip entwickelt hat, und jährlich ein Gemeinschaftswerk publiziert. Der Name „Bettine“ ist Bettine von Arnim entlehnt, da die erste gemeinsame Arbeit der Gruppe im Künstlerhaus Schloss Wiepersdorf, dem ehemaligen Wohnort der von Arnims entstand und dem Leben und Wirken dieser Persönlichkeit der deutschen Romantik gewidmet war.
Von 2012 bis 2015 absolvierte sie an der Universität für angewandte Kunst in Wien ein Doktoratsstudium der Kunstphilosophie über kollaboratives Zeichnen als Mittel für Social Design bei Marion Elias mit Auszeichnung.
Stephanie Guse lebt und arbeitet in Wien.
Seit 2011 entwickelt Guse eine eigene digitale Collagetechnik für inszenierte Fotografie, um altmeisterliche Porträts mittels Versatzstücken aus Konsumartikeln und Verpackungsmaterial nachzustellen.
Aus den Erfahrungen mit Kollaboration und Collage entstand Guses Künstlerische Forschung, die Kunst als disziplinenübergreifende Kommunikationsmethode inmitten der Wissenschaften positioniert. Sie erforscht die Möglichkeiten von Wissenschaftskommunikation und -transfer durch kollaboratives Zeichnen mit naturwissenschaftlichen Forschern, wofür sie eine eigene Methode, „Thinking Hands“, entwickelt hat.

## Ausstellungen
- 2000: Kreuze und Humor, Fluxeum Wiesbaden, mit G. Hendricks, V. Kutscher, T. Ulrichs, K. Staeck, D. Spoerri u. a. (Kat.)[7]
- 2003: Selbst. Im weitesten Sinne, mit F. Becker, A. Goldmann u. a., Marburger Kunstverein (Kat.)[8]
- 2004: for your eyes only, Neuer Kunstverein Aschaffenburg (Kat., Einzelausstellung)[9][10]
- 2006: Erblätterte Identitäten: Mode-Kunst-Zeitschrift, mit Tina Bara, Maria Hahnenkamp, Gabi Trinkaus u. a., Stadthaus Ulm[11]
- 2007: Paulas Kinder, mit R. Tekaat u. a. Kunsthalle Bremen, Bremen (Kat.)[12]
- 2007: Best before …, mit Heike Weber u. a., Neuer Kunstverein Aschaffenburg (Kat.)[13]
- 2007: Erblätterte Identitäten: Mode-Kunst-Zeitschrift, Hochschule für Grafik und Buchkunst Leipzig [14][15][16][17]
- 2008: Starring Stephanie Guse, Galerie Michaela Stock, Wien (Kat., Einzelausstellung)[18]
- 2008: Best before …, mit Ralf Edelmann, Heike Weber u. a., Stadtgalerie Klagenfurt (Kat.)[19][20]
- 2009: Bettine von Arnim: Die Welt umwälzen, mit Künstlergruppe „Bettine“ u. a., Goethe-Haus (Deutsches Romantik Museum, Frankfurt a. Main (Kat.))[21] und Künstlerhaus Schloss Wiepersdorf
- 2009: Wahlverwandtschaften-regenerated, Galerie Michaela Stock, Wien (Kat.)[22]
- 2009: Lehmbruck-Werkstatt, Lehmbruck-Museum, Duisburg, mit C.E. Wolff u. a. (Kat.)
- 2010: Illustrationen. Frauen in Wiepersdorf, mit Künstlergruppe „Bettine“, Künstlerhaus Schloss Wiepersdorf (Kat.)[23][24]
- 2011: Krisen und Utopien, Neuer Kunstverein Wuppertal (Einzelausstellung)[25]
- 2011: Sissi, Adele und die Familie der Künstlerin, Galerie Mitte Bremen (Einzelausstellung)[26]
- 2011: Willhaben: Adele, Galerie Filip Rosbach, Leipzig (Einzelausstellung)[27]
- 2014: Idol+, Prähistorische und zeitgenössische Frauenbilder, mit B. Blauth u. a., Künstlerhaus Wien (Kat.)[28][29]
- 2015: Idol+, Prähistorische und zeitgenössische Frauenbilder, mit Birthe Blauth u. a., Rathausgalerie München[30]
- 2015: Danube Dialogues, Internat. Kunstfestival, Bel Art Galleri, Novi Sad, (Kat.)[31][32]
- 2018: From Alexa with Love, Verein Symposium Lindabrunn, Laboratorien experimenteller Kunst und Architektur[33]
- 2018: Gold, POP_Der_Laden, Berlin[34]

## Stipendien und Förderungen
- 1999/00: ERASMUS-Stipendium, National College of Art and Design (NCAD), Dublin
- 1996: Operation Marinemaler, als Künstlerin zu Gast bei der Deutschen Marine an Bord der Fregatte Karlsruhe auf der Fahrt von Wilhelmshaven nach London
- 2004: Stipendium des Landes Niedersachsen, Aufenthalt in Künstlerhäuser Worpswede
- 2004: Katalogförderung, Programm der Bayerischen Staatsregierung für Künstler und Publizisten[35]
- 2008: Katalogförderung der Stadt Wien

## Schriften
- S. Guse et al.: Thinking Hands – Schön ist, zu verstehen, in: Aisthesis – Ästhetik zur Meßbarkeit einer Sensation, Volume I, Marion Elias (Hrsg.), Eigenverlag Angewandte, Wien 2017, ISBN 978-3-9504323-0-5
- S. Guse: Thinking Hands – A Social Design Approach, Dissertation of philosophy at the University of Applied Arts Vienna, 2015[36]
- S. Guse: Thinking Hands – Für Co-Design & Co, in: Design Austria Mitteilungen, Volume No 1, 2015, 12 & 13 pp.[37]
- S. Guse: Do-it-youself Kamin, in: Artlodge Magazin, Kunstsommer 2014, 2014